# Auf uns
Auf uns is een nummer van de Duitse zanger Andreas Bourani uit 2014. Het is de eerste single van zijn tweede studioalbum Hey.
"Auf uns" gaat over de toekomst en hoe deze zich voor iedereen ontwikkelt. De tekst draagt een optimistische, positieve boodschap uit en stelt dat opgeven geen optie is. Het nummer werd een monsterhit in Duitstalig Europa en bereikte de nummer 1-positie in Duitsland en Oostenrijk.
Het nummer werd door de ARD gebruikt voor de dagelijkse verslaggeving rond het WK van 2014. Het nummer was te horen in alle reclamecampagnes en samenvattingen van het WK op ARD.

## Tracklijst
- Cd-single

1. "Auf uns" - 4:01
2. "Auf uns" (akoestisch) - 4:24